# Simónides
Simónides (português europeu) ou Simônides (português brasileiro) (em grego:  Σιμωνίδης, transl. Simōnídēs) de Ceos (em grego:  Σιμωνίδης ὁ Κεῖος; ca. 556 a.C. – 468 a.C.) foi um poeta grego, o maior autor de epigramas do período arcaico. Marca uma mudança na Tradição Poética pois é o primeiro a fazer da Poesia um ofício e receber benefícios por ela. Ao mesmo tempo situa a função poética a partir de um novo ângulo: o esforço de reflexão sobre a natureza da Poesia. É a Simônides que a Antiguidade atribui a famosa definição: “A pintura é uma Poesia silenciosa e a Poesia é uma pintura que fala”. Simônides marcaria o momento em que o homem grego descobre a imagem. Ele seria o primeiro testemunho da teoria da imagem, ou Mimesis (SETTI, 1958: 78).

## Biografia
Segundo o geógrafo Pausânias, Simônides passou um tempo na corte de Hierão, tirano de Siracusa.
O professor de retórica romano Quintiliano comenta que Simónides foi a primeira pessoa a descobrir a arte da memória, e ilustra com um episódio da sua vida. Tendo sido contratado para declamar os dotes atléticos de um vencedor no pugilismo, acrescentou elogios a Castor e Pólux na sua ode. Por causa disso, ele não recebeu todo o pagamento combinado, sendo dito que ele cobrasse o resto dos dióscuros. Durante o banquete em honra ao atleta, Simónides foi chamado para fora do salão, por dois jovens, mas ao sair, ele não encontrou ninguém — e neste momento o salão desabou. Os convidados ficaram tão desfigurados, que nem os próprios parentes reconheceram os corpos, mas Simónides conseguia se lembrar exatamente onde ficava cada convidado, e assim cada corpo foi identificado. Um dos mortos neste desabamento foi Escopas, um nobre da Tessália, além de vários descendentes de um outro Escopas, ancestral epônimo de uma importante família da Tessália.

## Poesia
A reflexão sobre a Poesia, sua função e seu objeto próprio, consuma a ruptura com a tradição do Poeta inspirado, que diz a Alétheia tão naturalmente quanto respira. Mas a desvalorização de Alétheia não é inteligível, a não ser em sua relação com uma inovação técnica, que é um outro aspecto fundamental da secularização da Poesia empreendida por Simônides. Toda uma Tradição atribui-lhe a invenção da Mnemotécnica, o que significa no plano poético a colocação em prática de procedimentos de memorização. 
Até Simônides a Memória era um instrumento fundamental para o Poeta: função de caráter religioso que lhe permitia conhecer o passado, o presente e o futuro. Através de uma visão imediata, através da Memória, o Poeta entrava no além, atingia o invisível. Com Simônides a Memória torna-se uma técnica secularizada, uma faculdade psicológica que cada um exerce mais ou menos segundo regras definidas, ao alcance de todos. Não é mais uma forma de conhecimento privilegiada, nem como a Memória dos Pitagóricos, um exercício de salvação; é o instrumento que contribui para o aprendizado de um ofício. No lugar da mítica Alétheia Simônides reivindica a Doxa. Retomando as palavras de Platão, a retórica é “uma prática que exige uma alma dotada de penetração e audácia, e naturalmente, apta para o trato com os homens” (JAEGER, 1995: 335).
Heródoto diz que foi o autor do dístico elegíaco gravado numa pedra na passagem das Termópilas, comemorando a famosa batalha:

Estrangeiro, anunciei aos Lacedemónios que
estamos aqui em obediência às suas leis.Original (em grego): ὦ ξεῖν’, ἀγγέλλειν Λακεδαιμονίοις ὅτι τῇδε
κείμεθα τοῖς κείνων ῥήμασι πειθόμενοι νομίμοις— Heródoto, Histórias, VII 228 (em grego)

## Traduções
- Poemas da Antologia Grega ou Palatina. José Paulo Paes (trad.). São Paulo: Companhia das Letras, 1995.

- Επιγραμματα/Epigramas Bélicos, Robert de Brose (trad.),  (n.t.) Revista Literária em Tradução, nº 2 (mar/2011), Fpolis/Brasil, ISSN 2177-5141

## Obras relacionadas
O Jambo das mulheres foi traduzido por Daisi Malhadas & Maria Helena de Moura Neves e também por Frederico Lourenço. Vittorio de Falco e Aluizio Coimbra traduziram uma elegia.
- FALCO, Vittorio de; COIMBRA, Aluizio F. Os elegíacos gregos de Calino a Crates. São Paulo, 1941
- MALHADAS, Daisi; MOURA NEVES, Maria H. de. Antologia de poetas gregos de Homero a Píndaro. Araraquara: FFCLAr-UNESP, 1976
- LOURENÇO, Frederico; vários. Poesia grega - de Álcman a Teócrito. Lisboa: Cotovia, 2006